# Rahman Raoufi
Rahman Raoufi (Gonbad-e Qābus, 9 de abril de 1978) é um voleibolista de praia iraniano, medalhista de ouro no Campeonato Asiático de Vôlei de Praia de 2017 na Tailândia.

## Carreira
No ano de 2010 estreou no correspondente Circuito Mundial ao lado de Reza Assari Naeini ao finalizarem na quinta posição na etapa Challenge de [Chennai]].Anos mais tarde competiu com Saber Hoshmand quando obtiveram o quinto lugar na edição do Circuito Asiático de Vôlei de Praia de 2013 em Palembang.
No ano de 2014 passou a competir ao lado de Bahman Salemiinjehboroun e conquistou a medalha de ouro na edição do Circuito Asiático de Vôlei de Praia de 2014 no Aberto de Songkhlae foram semifinalistas no Aberto de Khanom, assumindo o quarto posto final, e terminaram ainda na nona colocação no Campeonato Asiático de Vôlei de Praia em Jinjiang.
No ano seguinte retomou a dupla com Bahman Salemiinjehboroun nas etapas do Circuito Mundial de Vôlei de Praia de 2015 e terminaram a trigésima terceira posição no Aberto de Fuzhoue no quadragésimo primeiro lugar no Grand Slam de Yokohama;ainda juntos disputaram o Aberto de Nakhon Si Thammarat pelo Circuito Asiático de Vôlei de Praia de 2015, e ao final terminaram na quinta posição, a terceira posição no Aberto de Songkha e também a mesma posição no Aberto de Jogjacarta; também chegaram ao o vice-campeonato na Continental Cup (Ásia Central) disputada em Calecute.
Com Bahman Salemiinjehboroun terminou na décima sétima posição no Aberto de Kish pelo Circuito Mundial de 2016 e trigésimo terceiro posto no Aberto de Doha disputado no final de 2015; disputaram o Campeonato Asiático de Vôlei de Praia de 2016 em Sydney finalizando na décima sétima colocação.Competiu com esta parceria na edição da Continental Cup Semifinals de 2016, terceira fase, conquistou a medalha de ouro em Kalasin e terminaram na quinta colocação na etapa da Continental Cup Finals de 2016 em Cairns.
Em 2017 manteve a parceria com Bahman Salemiinjehboroun no correspondente Circuito Mundial, e no Aberto de Kish encerraram na décima sétima colocação, alcançaram o quadragésimo primeiro lugar no torneio categoria tres estrelas realizado em Moscou, o terceiro lugar no torneio categoria uma estrela em Agadire terminaram na trigésima sétima colocação na edição do Campeonato Mundial de Vôlei de Praia de 2017 realizado em Viena;ainda terminaram na nona no Circuito Asiático de Vôlei de Praia em Satun, também medalhistas de ouro na edição do Campeonato Asiático de Vôlei de Praia de 2017 em Songkhla e nono lugar no Aberto do Catar e também no Aberto de Osaka pelo pelo referido circuito, além do quarto posto no Aberto de Palembang.
Formando dupla com Bahman Salemiinjehboroun disputou o Circuito Mundial de 2018 alcançando a vigésima quinta posição no Aberto de Kish, etapa válida pelo torneio categoria tres estrelas, foram medalhistas de prata no Aberto de Omã, categoria uma estrela;depois formou dupla com Abolhamed Mirzaali conquistando a medalha de bronze no no Aberto de Satun, categoria uma estrela, ma mesma categoria, obtiveram o vice-campeonato no Aberto de Aydin e quinto posto no Aberto de Samsun.
Ainda com Bahman Salemiinjehboroun terminou na quinta posição ao disputarem a edição do Campeonato Asiático de Vôlei de Praia de 2018 realizado em Satun e ainda terminaram na nona colocação no Aberto de Songhla pelo Circuito Asiático de Vôlei de Praia de 2018.No início da temporada do Circuito Mundial de 2019, iniciado em 2018, estiveram juntos na conquista da medalha de prata no Aberto de Bandar Torkaman, categoria uma estrela

## Títulos e resultados
- Torneio 1* de Bandar Torkaman do Circuito Mundial de Vôlei de Praia:2019[34]
- Torneio 1* de Aydin do Circuito Mundial de Vôlei de Praia:2018[30]
- Torneio 1* de Omã do Circuito Mundial de Vôlei de Praia:2018[28]
- Torneio 1* de Satun do Circuito Mundial de Vôlei de Praia:2018[29]
- Torneio 1* de Agadir do Circuito Mundial de Vôlei de Praia:2017[20]
- Continental Cup Semifinals:2016[15]
- Continental Cup (Ásia Centralˈ:2015[11]
- Aberto de Songkha de Circuito Asiático:2014[3]
- Aberto de Jogjacarta de Circuito Asiático:2015[10]
- Aberto de Songkha de Circuito Asiático:2015[9]
- Aberto de Palembang de Circuito Asiático:2017[26]
- Aberto de Khanom de Circuito Asiático:2014[4]